# Greetingman

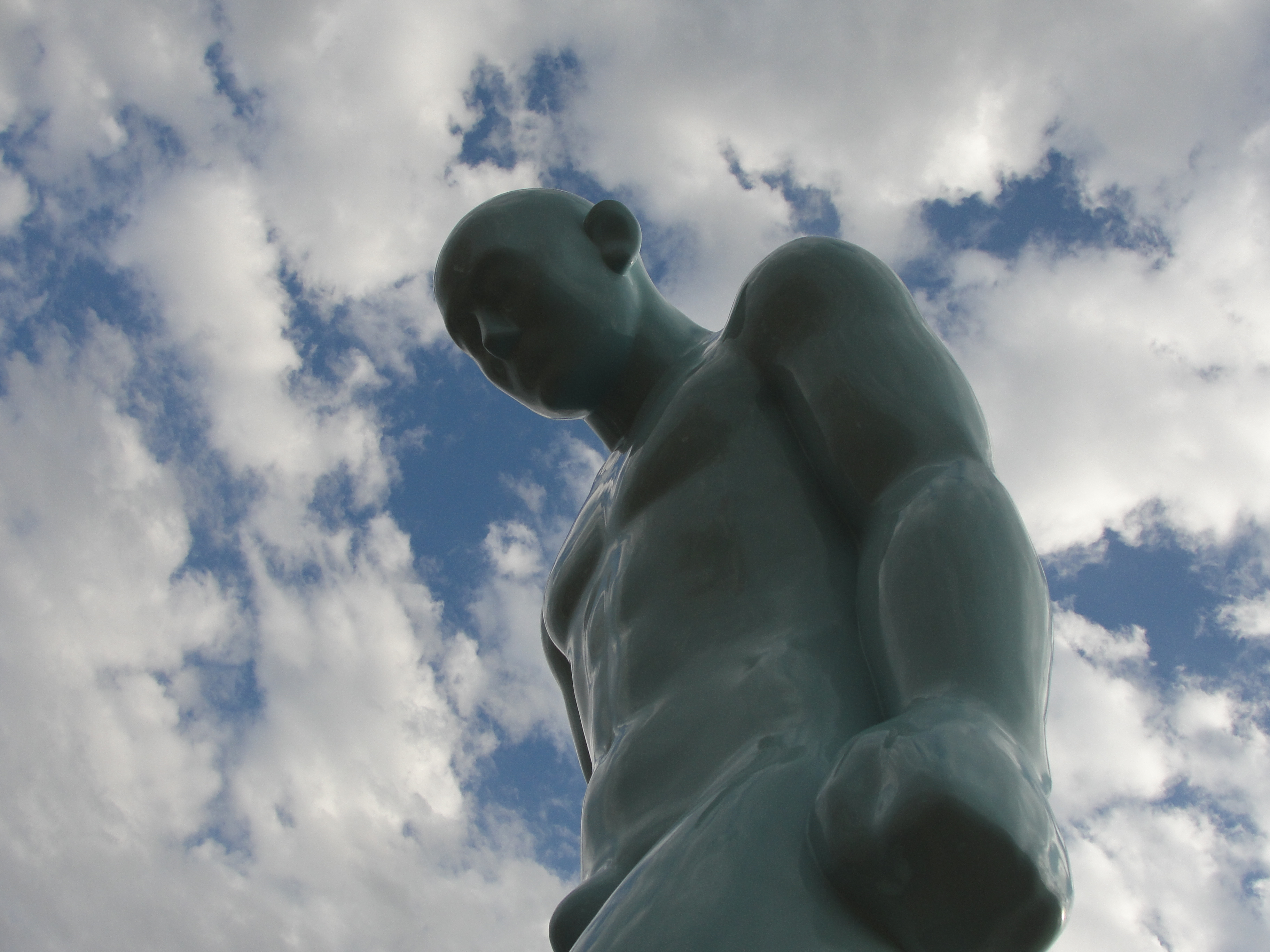
Estatua del proyecto Greetingman en el barrio del Buceo, Montevideo, Uruguay.

Greetingman (del inglés, "Hombre que saluda"; en coreano: 그리팅맨) es un moderno proyecto de escultura de Corea del Sur.
Su principal artista es Yoo Young-ho. El concepto comprende la figura de un hombre, de 6 m de alto, que se inclina en señal de reverencia típicamente asiática. "Lo primero que hace una persona cuando encuentra a otra es saludar, o sea que el saludo es el primer paso de toda relación. Es el principio de toda comunicación". Se trata de un hombre desnudo, para que represente a todos los hombres y no a un tipo o raza particular, y está pintada de celeste porque según el escultor, "cuando la gente ve este celeste quizás sienta alegría y luz. Por eso me gusta este color".
En octubre de 2012 se inauguró una estatua en el barrio del Buceo —Montevideo— como inicio de una serie de esculturas a instalar en varios puntos del planeta, como la frontera de Corea del Sur y del Norte, Vietnam y la frontera entre Israel y Palestina. Se eligió Montevideo por estar en las antípodas de Corea, patria de origen del proyecto. El acto fue encabezado por la intendenta de Montevideo, Ana Olivera.
El proyecto costó 200 mil dólares, financiados con la venta de 800 esculturas similares pero realizadas a menor escala. Inicialmente la estatua ubicada en Montevideo produjo resistencia por parte de los vecinos de la zona, que se quejaban porque no habían sido consultados por su instalación. Sin embargo, sigue estando en el mismo lugar a disconformidad de la población.
El 16 de marzo de 2021, con motivo de la conmemoración de: las relaciones de amistad entre Corea y México, la diáspora de migrantes coreanos y su descendencia a Yucatán, así como también el aniversario 60 del establecimiento de relaciones diplomáticas entre Corea y México, se inauguró una nueva estatua en la avenida República de Corea, en el norte de la ciudad de Mérida, Yucatán, México.  La diáspora de coreanos a Yucatán abarcó a 1033 coreanos que salieron del puerto de Chemulpo hacia Salina Cruz, Oaxaca, y finalmente al puerto de Progreso, Yucatán el 14 de mayo de 1905 de donde fueron trasladados a las haciendas henequeneras, viviendo actualmente aproximadamente 10,000 descendientes de la tercera y cuarta generación.